# 웍서해치 애슬레틱스
웍서해치 애슬레틱스(Waxahachie Athletics)는 미국 텍사스주 웍서해치를 연고지로 했던 마이너 리그 베이스볼 팀이다. ‘애슬레틱스’(Athletics)라는 이름은 1915년부터 1916년까지만 사용되었고, 1914년에는 웍서해치 버펄로스(Waxahachie Buffaloes)라는 이름을 사용했다. 클래스 D 리그인 센트럴 텍사스 리그에 참가했었으며, 1914년에는 리그 우승을 차지했다. 홈 경기는 정글 파크에서 치렀다.
미국 야구 명예의 전당 헌액자인 로스 영스가 1915년에 이 팀에 몸담은 바가 있다.

## 역사
웍서해치 버펄로스는 1914년에 여섯 개의 마이너 리그 팀이 참가하는 클래스 D 리그인 센트럴 텍사스 리그의 출범과 함께 창단되었다. 리그 원년 참가 구단으로는 웍서해치 이외에도 코르시카나 애슬레틱스, 에니스 타이거스, 힐즈버러, 이탤리, 웨스트가 있었다.
원래 일정보다 단축된 센트럴 텍사스 리그 첫 시즌에 웍서해치 버펄로스는 리그 우승을 차지했다. 1914년 5월 10일에 시즌이 개막했고, 센트럴 텍사스 리그는 전반기와 후반기를 나눠 치르도록 되어 있었지만, 후반기 일정이 단축되었다. 그해 7월 25일에 시즌이 중단되었고, 그때까지 웍서해치는 루서 벌레슨 감독과 디 포인덱스터 감독의 지휘 아래 전반기와 후반기 통틀어 35승 23패로 리그에서 가장 좋은 성적을 거뒀다. 2위 웨스트와는 4.5경기 차가 났다. 특히 전반기에 26승 15패의 성적으로 전반기 리그 우승을 차지했고, 단축된 후반기 리그에서는 웨스트가 우승을 거뒀다. 정규 시즌 중단 이후 플레이오프가 치러졌는데, 여기서 웍서해치는 웨스트를 3승 2패로 꺾으며 리그 우승을 거머쥐었다. 홈 경기는 정글 파크에서 치렀다.>
이전 시즌과 달리, 1915년 웍서해치 애슬레틱스는 참가 구단이 개편된 센트럴 텍사스 리그에서 꼴찌를 면치 못했다. 1915년 5월 17일에 리그가 시작되었지만, 센트럴 텍사스 리그는 전년도와 마찬가지로 다시 시즌이 중단되는 사태를 겪었다. 이해 리그 참가팀으로는 웍서해치 외에도 코르시카나 에이스, 에니스 타이거스, 코프먼 킹스, 멕시아 개서스, 테럴 컵스 등 6개 팀이었다. 시즌이 중단된 7월 24일을 기준으로 앤슨 콜 감독이 이끄는 웍서해치는 27승 34패의 성적을 기록 중이었고, 당시 1위에 올라 있던 에니스 타이거스와는 8경기 차가 났다.
1915년 시즌에 웍서해치에서 당시 18세였던 로스 영스가 선수로 뛰었는데, 106타수에서 .274의 타율을 기록했다. 영스는 후일 미국 야구 명예의 전당에 헌액된다.
2년 연속 단축된 시즌을 치렀던 센트럴 텍사스 리그는 1916년에 다시 팀 개편이 이루어졌고, 웍서해치는 팀 역사상 마지막 시즌을 치렀다. 시즌은 그해 4월 28일에 개막했으며, 웍서해치는 센트럴 리그에서 5위에 머물렀다. 하지만 리그는 7월 16일에 다시 운영을 멈췄다. 이해 리그 참가팀으로는 웍서해치를 비롯해 에니스 타이거스, 말린 말린스, 멕시아 개서스, 템플 거버너스, 테럴 테러스가 있었다. 웍서해치가 고향인 디 포인덱스터의 지휘 아래, 웍서해치 애슬레틱스는 리그가 중단되기 전까지 26승 35패를 기록하며 1위 템플 거버너스와 10경기 차를 기록했다. 이해 시즌 후 웍서해치 애슬레틱스는 해체되었고, 이후 오늘에 이르기까지 웍서해치를 연고지로 하는 마이너 리그 팀은 나타나지 않았다.

## 경기장

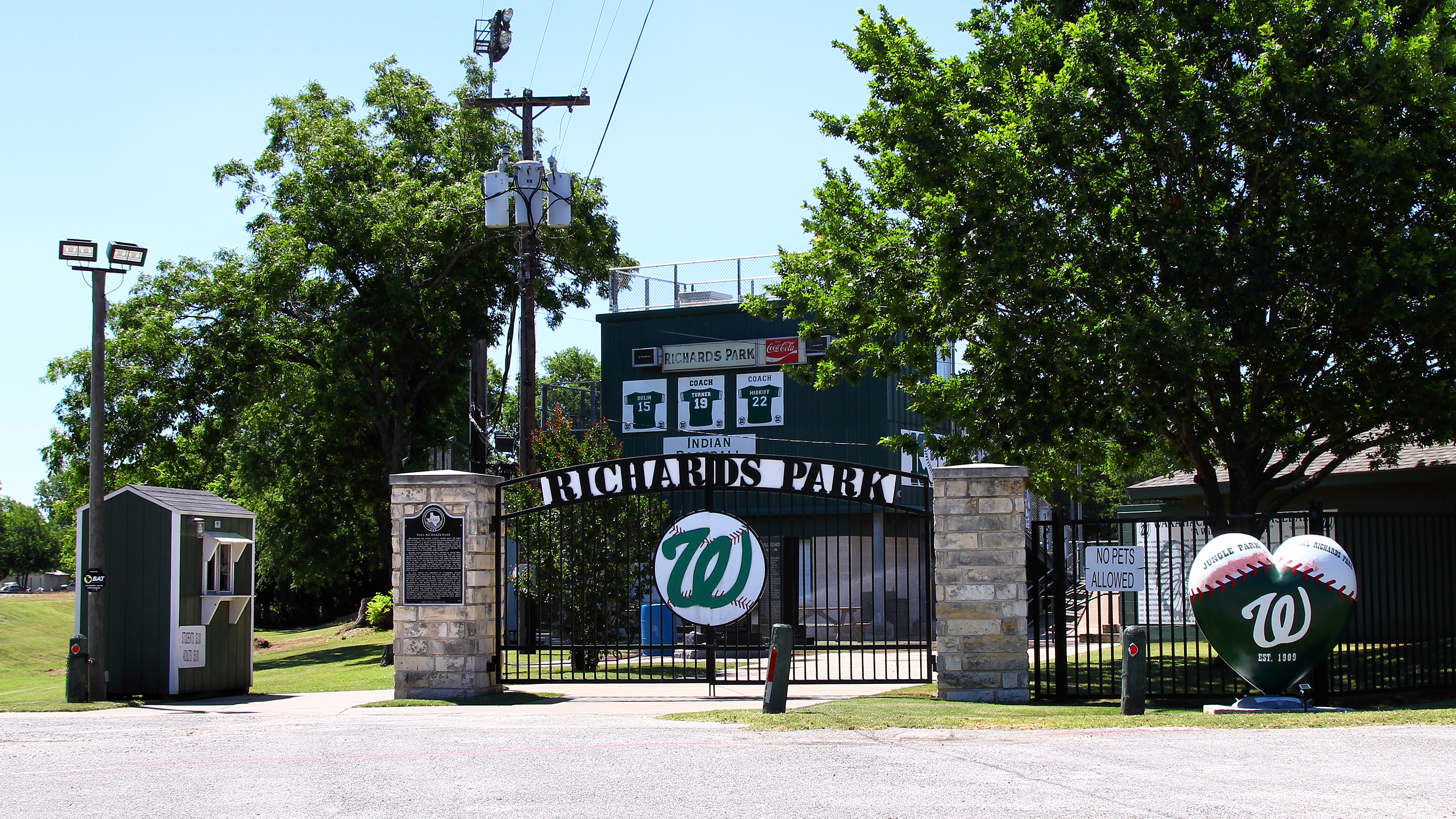
2020년에 촬영된 리처즈 파크의 입구

웍서해치 버펄로스/애슬레틱스는 1914년부터 1916년까지 정글 파크에서 홈경기를 치렀다. 1909년에 개장한 이 구장은 1914년에 보수를 거쳤고, 1916년부터 1918년까지는 디트로 타이거스, 1919년에는 신시내티 레즈, 1921년에는 시카고 화이트삭스의 스프링 트레이닝 장소로 사용되었다. 이 구장은 현재에도 유지되고 있으며, ‘리처즈 파크’로 이름이 변경되어 웍서해치 고등학교 야구부의 홈구장으로 사용되고 있다. 이 구장에는 텍사스주 역사 유적 표지판이 설치되어 있으며, 사우스 호킨스 301번지에 위치하고 있다.

## 구단 변천사
| 활동 기       | 시즌 수 | 구단명              | 등급     | 리그               | 제휴 구단 |
| ------------- | ------- | ------------------- | -------- | ------------------ | --------- |
| 1914년        | 1       | 웍서해치 버펄로스   | 클래스 D | 센트럴 텍사스 리그 | 정글 파크 |
| 1915년~1916년 | 2       | 웍서해치 애슬레틱스 | 클래스 D | 센트럴 텍사스 리그 | 정글 파크 |

## 역대 성적
| 연도 | 정규 시즌 성적 | 순위 | 감독                      | 시즌 결과                       |
| ---- | -------------- | ---- | ------------------------- | ------------------------------- |
| 1914 | 35승 23패      | 1위  | 루서 벌레슨/디 포인덱스터 | 7월 24일에 리그 중단, 리그 우승 |
| 1915 | 27승 34패      | 6위  | 앤슨 콜                   | 7월 24일에 리그 중단            |
| 1916 | 26승 35패      | 5위  | 디 포인덱스터             | 7월 16일에 리그 중단            |

## 역대 주요 선수
- 로스 영스(1915년, 1972년에 미국 야구 명예의 전당에 헌액)
- 얼 스미스(1916년)